# Gottesacker
Gottesacker är ett karstområde i Österrike. Det ligger i den västra delen av landet, 500 km väster om huvudstaden Wien.
Trakten runt Gottesacker består i huvudsak av gräsmarker. Runt Gottesacker är det ganska tätbefolkat, med 139 invånare per kvadratkilometer.